# Boye, Baoding
Boye, även romaniserat Poyeh, är ett härad som lyder under Baoding i Hebei-provinsen i norra Kina.